# ベルリンは晴れているか
『ベルリンは晴れているか』（ベルリンははれているか）は、深緑野分の小説。筑摩書房より2018年9月に出版された。NHKでオーディオドラマ化されている他、本屋大賞や直木賞の候補などにも選ばれている。

## あらすじ
ナチス・ドイツが敗戦し、米ソ英仏の4ヵ国統治下に置かれた1945年7月のベルリンでドイツ人の少女・アウグステの恩人にあたる男がソ連領域で米国製の歯磨き粉に含まれていた毒によって不審死を遂げる。米国の兵員食堂で働いており、恩人殺害の疑いをかけられたアウグステはKGBの前身・ソ連のNKVD(内務人民委員部)のドブリギン大尉に引き渡され、無実を証明するのであれば、ベルリン郊外のポツダムへ向かい、恩人の甥にあたるエーリヒを探せと命じられる。アウグステは任務遂行のためにユダヤ人の元俳優・カフカを相棒にして旅立つが、次々と試練が待ち構えていた。

## 登場人物
以下に主要な登場人物を列挙する。
アウグステ・ニッケル - アメリカ軍の兵員食堂で働く少女。自身を性的に暴行した赤軍兵を射殺した過去を持つ。クリストフ・ローレンツに毒を盛った犯人。
ファイビッシュ・カフカ - 泥棒。ユダヤ人を名乗っているが、実際にはユダヤ人にしか見えない外見を持ったドイツ人であり、ユダヤ人役を演じていた元俳優。
ユーリイ・ヴァシーリエヴィッチ・ドブリギン - NKVD(内務人民委員会大尉)
アナトーリー・ダニーロヴィチ・ベスパールイ - NKVD下級軍曹
クリストフ・ローレンツ - 音楽家。毒入り歯磨き粉で不審死を遂げる。人知れず砒素を使い子供を殺害し続けていた。アウグステに歯磨き粉に毒を盛られたことを知った上でそれを使い、死んだ。
フレデリカ・ローレンツ - クリストフの妻。戦中は潜伏者を匿う活動をしていた
エーリヒ・フォルスト - フレデリカの甥
グレーテ・ノイベルト - フレデリカの使用人
ヴィルマ - 動物園の元飼育員
ヴァルター - 機械いじりが得意な浮浪児
ハンス - ヒトラー・ユーゲントの制服を着ている
ダニエラ・ヴィッキ - 通称「ダニー」。映画の音響技師
デートレフ・ニッケル - 共産主義者。アウグステの父
マリア・ニッケル - アウグステの母。
イーダ - ポーランド人労働者の女児
ブーツ - ニッケル家が暮らす集合住宅の管理人
イツァーク・ベッテルハイム - ニッケル家の隣人のユダヤ人
エーディト・ベッテルハイム - エーファの妻
エーファ・ベッテルハイム - イツァークの娘
ギゼラ・ズーダー - ニッケル家の向かいに住むダウン症の少女
レオ・ズーダー - ギゼラの弟
ラウル - デートレフの政治活動の仲間
リーゼル - デートレフの政治活動の仲間
ヒルデブラント - 教師
ブリギッテ・ヘルプスト - アウグステの同級生
ホルン - 元英語教師

## 受賞・ノミネート
| 年度   | 賞                                              | 順位 | 参照サイト等         |
| ------ | ----------------------------------------------- | ---- | -------------------- |
| 2018年 | 第160回直木賞                                   | 候補 | [ 7 ] [ 8 ]          |
| 2018年 | 第31回このミステリーがすごい！                  | 2位  | [ 9 ]                |
| 2018年 | 第21回大藪春彦賞                                | 候補 | [ 10 ] [ 11 ] [ 12 ] |
| 2018年 | 週刊文春ミステリーベスト10                      | 3位  | [ 13 ]               |
| 2019年 | 第16回本屋大賞                                  | 3位  | [ 14 ]               |
| 2019年 | 第72回日本推理作家協会賞 長編及び連作短編集部門 | 候補 | [ 15 ]               |
| 2019年 | 第6回高校生直木賞                               | 候補 | [ 16 ]               |
| 2019年 | 第9回Twitter文学賞                              | 1位  | [ 17 ] [ 18 ]        |